# 約翰·史密斯 (入屋行劫者)
約翰·史密斯（英語：John Smith；約1661年出生，1727年後去世），化名約翰·威爾遜（John Wilson），是倫敦一名入屋行劫者，曾在三次死刑中逃出生天，在他第一次死刑獲赦免後，他獲得了半吊死史密斯（Half-hanged Smith）的稱號。

## 生平

### 早年
約翰·史密斯是北約克郡莫爾頓一名農夫的兒子。他曾為一名包裝工學徒，之後成為熟練工。其後，他加入海軍服役，先在商船上航行，然後在风帆战舰上服役，他在维哥湾海战後退役。退役後他加入陸軍，並從中學會入屋行劫技巧。

### 首次判刑
1705年12月5日，史密斯被控四項罪名，其中兩項罪名成立並判死刑，於聖誕夜執行處決。他被帶到泰伯恩絞刑架執行絞刑。史密斯的親人和朋友均有出席是次行刑，行刑數分鐘後他仍未斷氣，於是有觀眾試圖去拉他的腳以縮短他的痛苦，但其它人則阻止他們，相信史密斯可能不會死去。亦有其他人與解剖學家爭奪他的身體。15分鐘後，史密斯仍未斷氣，觀眾呼喊要求緩刑，便中止了行刑了。之後他被帶到附近一個住處進行休養。
1706年2月20日，史密斯獲赦免。

### 第二及三次判刑
獲釋後的史密斯重操故業，被捕後的他在奧卑利受審。由於案件複雜性，陪審團將判決留給了十二名法官，而法官們決定放他一馬。
第三次被捕後，這次史密斯難逃一死，看似法官會判他死刑一了百了，但檢察官在他受審前一天去世，史斯密又一次逃出生天。

### 第四次判刑
1727年5月17日，66歲的史密斯（使用化名約翰·威爾遜）因被發現偷掛鎖而被捕。兩名守衛目擊他與另一名共犯偷取掛鎖，於是進一步調查。他的共犯逃脫成功，但史密斯被逃跑失敗且被發現有8組開鎖鎖匙。史密斯試圖丟棄掛鎖以毀滅證據，但後來被尋回。最終他被判偷竊罪名成立，被流放至弗吉尼亚。他試圖向市長求情以體罰代替流放，但無功而返。